# Возники (гмина)
Возники (пол. Woźniki) — городско-сельская гмина (волость) в Польше, входит как административная единица в Люблинецкий повет, Силезское воеводство. Население — 9695 человек (на 2011 год).

## Соседние гмины

Гмина Возники

1. Повет-Люблинецки
2. Кошенцин
3. Боронув
4. Повет-Ченстоховски
5. Старча
6. Повет-Тарногурски
7. Калеты
8. Повет-Мышковски
9. Козегловы